# Fratura femoral

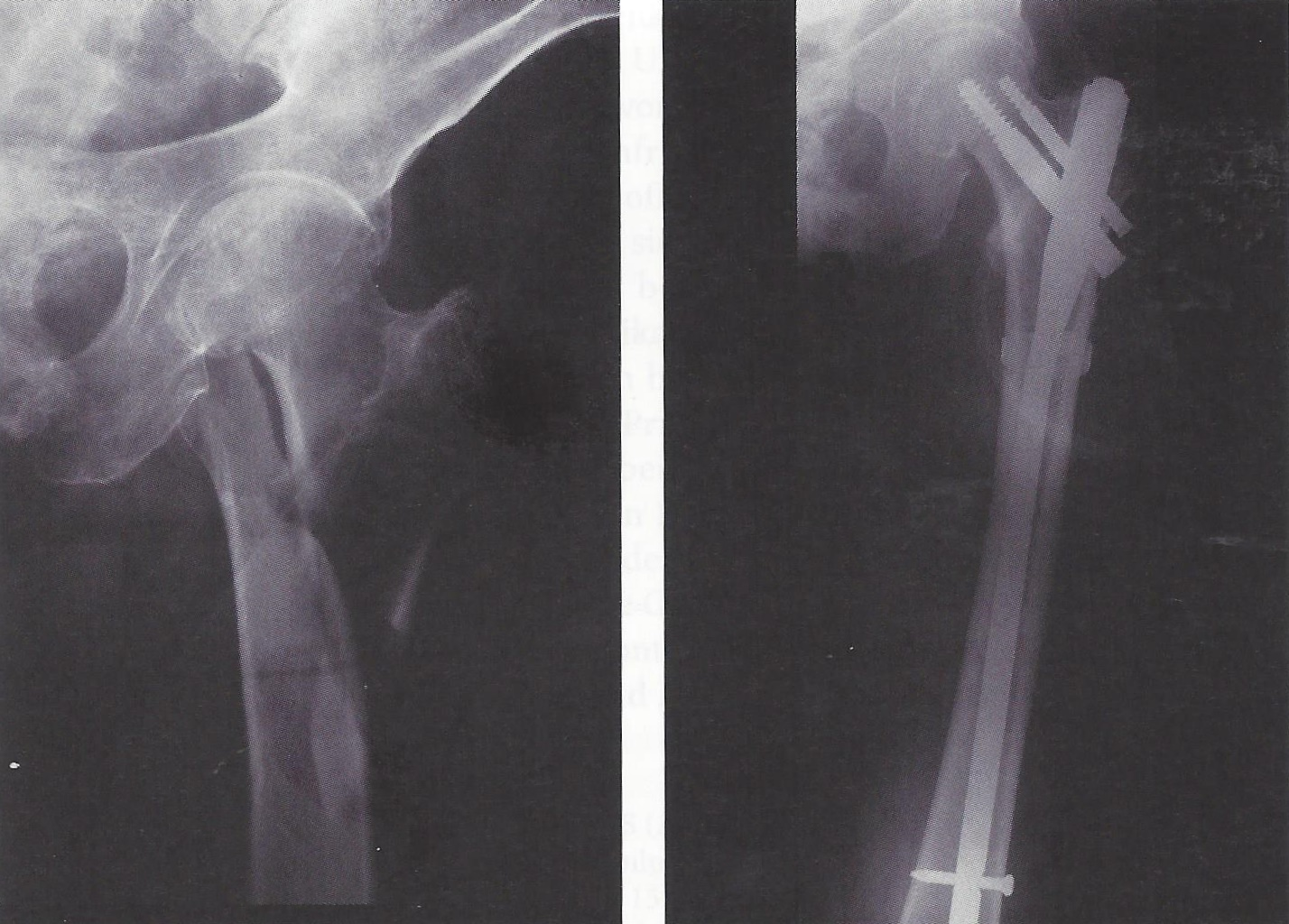
Fratura proximal obliqua (esquerda) e tratamento cirúrgico com parafusos e haste intramedular (direita).

A fratura femoral é uma fratura óssea na parte superior da perna que afeta o osso mais longo e 
volumoso do corpo, o fêmur. As fraturas femorais são geralmente causadas por trauma de alto impacto, como acidentes de automóvel, ou um tiro, devido à grande quantidade de força necessária para quebrar esse osso. São frequentes em mulheres idosas por queda ou carregar muito peso.
Podem ser divididas em fracturas proximais (fratura do quadril), fraturas mediais (da diáfise do fêmur) e as fracturas distais (fratura do joelho).

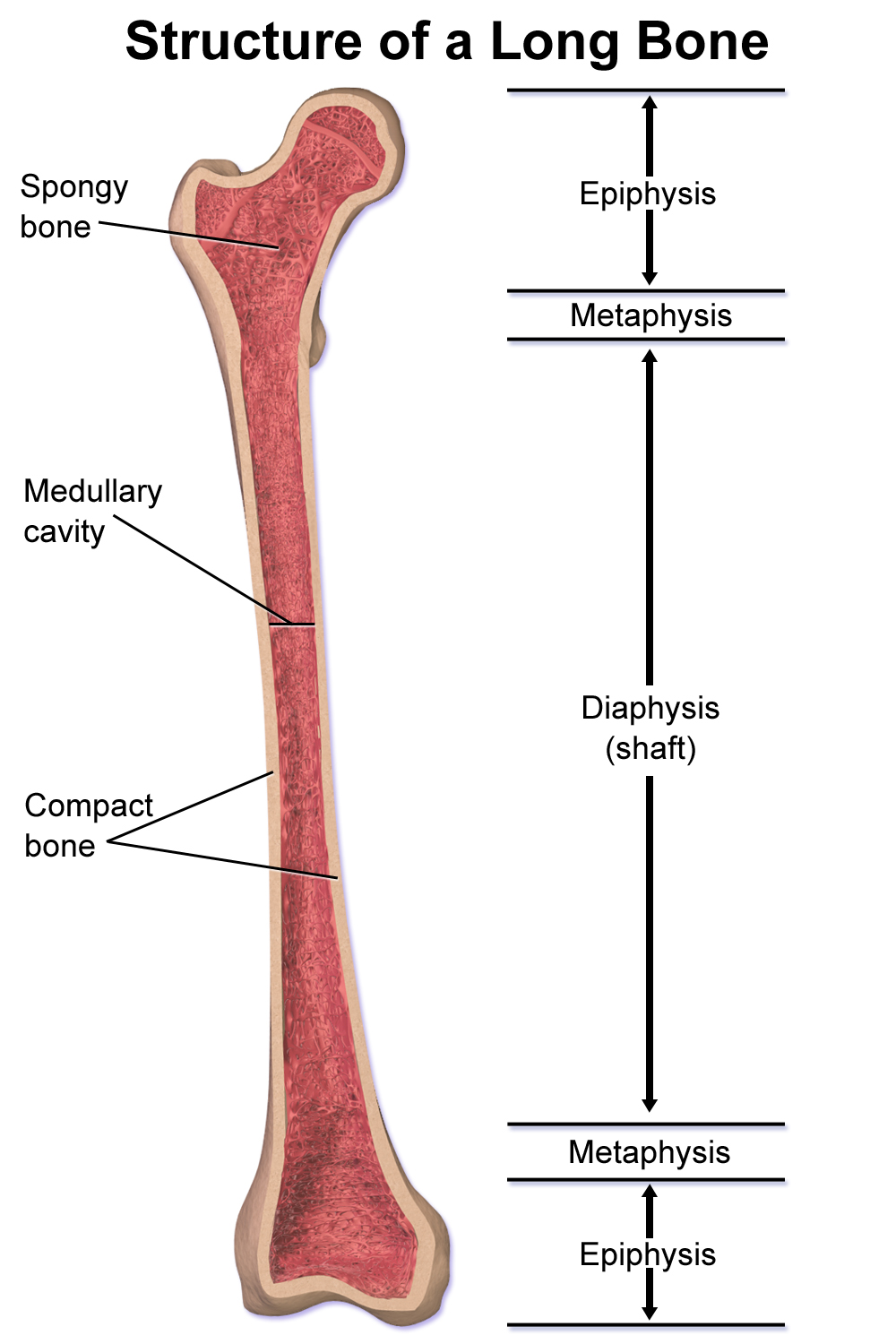
Estrutura dos ossos largos: epífises são as pontas, diáfise é o meio e metáfises são as cartilagens de crescimento entre a diáfise e as epífises.

## Fraturas do fêmur distal
Fratura distal do fêmur pode ser complicada por separação dos côndilos, o que resulta em desalinhamento das superfícies articulares da articulação do joelho, ou por hemorragia do grande popliteal artéria, que é executado diretamente sobre a superfície posterior do osso. Esta fratura compromete o fornecimento de sangue para a perna (uma ocorrência que deve ser sempre considerada nas fraturas ou luxações do joelho).

## Sinais e sintomas
As fraturas de fêmur são geralmente óbvias, pois costumam ser causadas apenas por trauma de grande impacto. Os sinais de fratura incluem edema, deformidade, e encurtamento da perna. A extensa lesão dos músculos causa muito sangramento e podem descompensar o paciente (choque hipovolêmico). Os sintomas mais comum são dor severa, dificuldade para movimentar a perna e hematomas.

## Diagnóstico

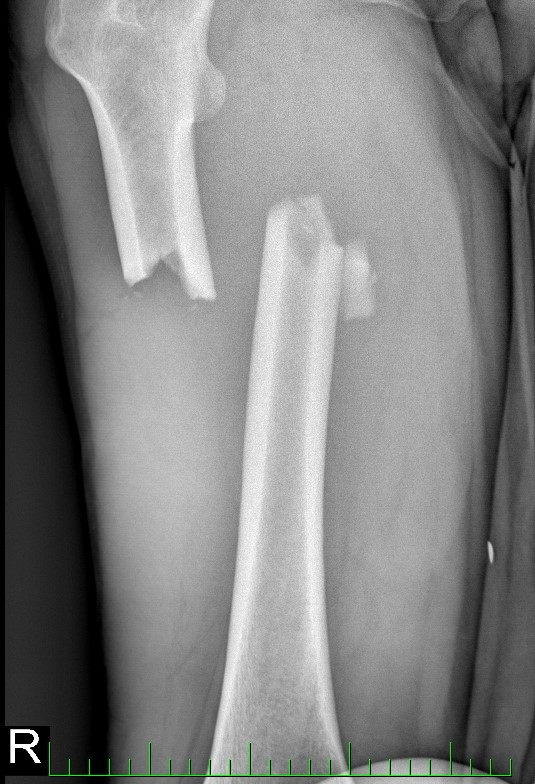
Fratura da diáfise do fêmur com deslocamento e fragmentos.

### Radiografia
A vista ântero-posterior (AP) e lateral são normalmente pedidas, a fim de descartar outras lesões na pelve, quadril e joelho. A radiografia do quadril é particularmente importante porque as fraturas da cabeça do fêmur podem causar necrose avascular.

## Tratamento
As fraturas abertas devem ser submetidas a cirurgia de urgência para limpeza e reparos, mas as fraturas fechadas podem ser mantidos até que o paciente esteja estável e pronto para a cirurgia.

### Tração esquelética
As evidências disponíveis sugerem que a eficácia do tratamento com tração depende da parte do fêmur que está fragmentado. A tração pode ser útil para a fraturas da diáfise porque ela antagoniza as forças muscular, que mantem as partes separadas contraídas e, portanto, pode diminuir o sangramento e a dor. A tração não deve ser usado em fraturas do colo do fêmur ou quando houver qualquer outro trauma na pélvis. É normalmente apenas uma medida temporária utilizada antes da cirurgia.
Esse tratamento geralmente só é usado para pacientes com presença de fatores de risco que contra-indicam o tratamento cirúrgico.

### Fixadores externos
Fixadores externos (tutores) podem ser usados para evitar mais danos para a perna até que o paciente esteja estável o suficiente para a cirurgia. É normalmente usado apenas como uma medida temporária para manter o osso e articulações mais alinhados e estáveis. No entanto, para alguns casos mais complicados pode ser usado como uma alternativa para haste intramedular em um tratamento de largo prazo.

### Haste intramedular
Para fraturas da diáfise, a redução e haste intramedular são recomendados atualmente. O osso é realinhado, e em seguida uma haste de metal é fixada atravessando a medula óssea. A haste é estabilizada com pregos em cada extremidade. Este método oferece menos exposição, 98% de consolidação, menores taxas de infecção (1%-2%) e menos cicatrizes.

### Reabilitação
Após a cirurgia, o paciente deve passar por fisioterapia e começar a andar assim que possível, e progressivamente mais, para a maximizar as suas chances de uma boa recuperação.

## Prognóstico
Estas fraturas podem demorar 4 a 6 meses para curar. Como as fraturas de fêmur estão associadas a traumas violentos, existem muito resultados adversos comuns, como embolia gordurosa, síndrome de insuficiência respiratória aguda (SDRA), tromboembolismo, falha multissistémica, e o choque causado pela perda severa de sangue. Fraturas abertas podem sofrer infecção, osteomielite e sepse.

## Epidemiologia
Fraturas de fêmur são mais comuns em homens jovens (devido à trauma físico) e em mulheres idosas (devido à osteoporose e quedas). Obesidade, carregar muito peso, esportes de alto rendimento, tabagismo, deficiência de cálcio e vitamina D são importantes fatores de risco.